# Середа, Анастасия Владимировна
Анастасия Владимировна Середа (30 марта 2003, Саранск, Мордовия, Россия — 6 января 2024, Уфа, Башкортостан, Россия) — российская шорт-трекистка, Мастер спорта России (2020).

## Биография
Родилась 30 марта 2003 года в Саранске. С детства занималась спортом. Воспитанница спортивной школы олимпийского резерва по шорт-треку. Мастер спорта России. Занимала призовые места на чемпионатах и различных других соревнованиях.

### Болезнь и смерть
В декабре 2023 года попала в больницу из-за осложнений, вызванных гриппом, и впала в кому. Скончалась 6 января 2024 года на 21-м году жизни в больнице Уфы. Похоронена 8 января в Саранске.

## Спортивные достижения
- — Кубок России. (Шорт-трек, эстафета 4 чел. — 3000 м[9]).
- — II этап Кубка России по шорт-реку (Шорт-трек, эстафета 4 чел. — 3000 м[10]).
- — Третий этап Кубка России по шорт-треку (Шорт-трек, эстафета 4 чел. — 3000 м[11]).
- — Финал Кубка России по шорт-треку (Шорт-трек, эстафета 4 чел. — 3000 м[12]).
- — Финал Кубка России по шорт-треку (Шорт-трек, эстафета смешанная (2ж+2м — 2000 м[12]).
- — 2 этап Кубка России по шорт-треку (Шорт-трек, эстафета 4 чел. — 3000 м[13]).